# 龍慶寺
龍慶寺（りゅうけいじ）は、東京都足立区にある曹洞宗の寺院。

## 歴史
1646年（正保3年）、牛込五郎兵衛の開基である。牛込五郎兵衛が中心となって、武蔵国埼玉郡小淵村（現・埼玉県春日部市小渕）の浄春院第7世住職天室秀梵を開山として迎え創建した。
当寺には石造聖観音及び地蔵坐像がある。本体と光背が同一の石に彫られ、精巧に作られている。製作者と寄進者が同一地域（千住）に住み、精巧な彫刻であることから、足立区の有形文化財に登録されている。

## 交通アクセス
- 青井駅より徒歩12分。